# Voragine di Mammuscone
La voragine di Mammuscone (Sa ucca 'e Mammuscone) è un inghiottitoio situato in territorio di Cossoine (SS).
La cavità naturale si apre nelle rocce basaltiche Plio-Quaternarie che localmente costituiscono la copertura delle sottostanti rocce calcaree.

## Descrizione della cavità
Ritenuta in passato un cratere vulcanico, la voragine è costituita da una vasta apertura di circa 4 metri per 6 posta al centro di un avvallamento imbutiforme alla quota di 550 metri s.l.m. Si sviluppa inizialmente nelle rocce vulcaniche e successivamente nel calcare.
Per scendere il pozzo è necessario utilizzare adeguate tecniche speleologiche. 
Il suo sviluppo planimetrico complessivo è di circa 180 metri mentre la profondità è di 63 metri

## Detti locali
Secondo un'antica leggenda popolare, la voragine era utilizzata in antichità per la pratica del geronticidio. La memoria (vera o presunta) di questa consuetudine è rimasta tuttora: è infatti uso presso la gente del posto di utilizzare la frase a Mammuscone ki ti ke ettene (che tradotta letteralmente significa "che ti buttino a Mammuscone") come insulto generico.